# Megawati Soekarnoputri
Megawati Sukarnoputri (ur. 23 stycznia 1947) – indonezyjska polityk, wiceprezydent (1999–2001) oraz prezydent Indonezji (2001–2004). Od 1999 przewodnicząca Demokratycznej Partii Indonezji – Walka (PDI–P).

## Życiorys
Córka pierwszego prezydenta Indonezji, Sukarno. Po odsunięciu od władzy jej ojca prowadziła życie rodzinne z daleka od polityki, mimo iż była przewidywana przez Sukarno na kontynuatorkę jego linii politycznej. W 1987 wstąpiła do Indonezyjskiej Partii Demokratycznej, w 1993 została przywódczynią partii. Tradycje rodzinne uczyniły z niej popularną postać na scenie politycznej; w 1996 reżim prezydenta Suharto zmusił ją do ustąpienia z funkcji szefa partii i odsunął od udziału w wyborach powszechnych w 1997. W 1999 roku Megawati Sukarnoputri założyła nowe ugrupowanie pod nazwą Demokratyczna Partia Indonezji – Walka.
Po ustąpieniu Suharto jego następca Jusuf Habibie rozpisał nowe wybory parlamentarne, które partia Sukarnoputri wygrała (czerwiec 1999); wkrótce ustąpił z funkcji prezydenta także Habibie, a nowym szefem państwa wybrano w październiku 1999 Gusa Dura. Megawati Sukarnoputri została wybrana na urząd wiceprezydenta Indonezji; w lipcu 2001 parlament odsunął schorowanego i skompromitowanego aferami korupcyjnymi otoczenia Wahida i przekazał urząd prezydenta Sukarnoputri.
W drugiej turze wyborów prezydenckich przegrała z Susilo Yudhoyono i nie została wybrana na kolejną kadencję we wrześniu 2004. We wrześniu 2007 Megawati Sukarnoputri ogłosiła swoją kandydaturę w wyborach prezydenckich w 2009 roku. Zajęła drugie miejsce z 26,79% głosów.
22 marca 2018 została powołana na stanowisko Przewodniczącej Agencji Rozwoju Ideologii Pancasila. Od 5 maja 2021 pełni również funkcję Przewodniczącej Komitetu Narodowej Agencji ds. Badań i Innowacji.